# Lump of Sugar 放送部
『Lump of Sugar放送部』（ランプオブシュガーほうそうぶ）は、音泉にて配信されていたLump of Sugar関連のインターネットラジオ番組。
番組内での挨拶、合言葉は「シュガッス!」（ひらがなの「しゅがっす!」も可）で、別れの挨拶は「らんしゅー」である。
この挨拶はユーザーの応募で決まったもので、Lump of Sugarのスタッフが書く雑誌記事やブログ、番組内のCMでも幅広く使用されている。

## 番組概要
- 配信期間：2007年9月13日〜2021年5月21日
- 配信サイト（配信日）：音泉（隔週金曜日） - 第6回（2007年11月22日）までは木曜日更新。
- 収録時間：およそ50分
- スポンサー：Lump of Sugar、ラッセル、ブロッコリー
- パーソナリティ：なかせひな、ひろりん（Lump of Sugar）、大下孝太

## コーナー
フリートーク&フツオタ
いわゆる普通のお便りを紹介するコーナー。番組すべてこのコーナーで費やす事があるメインコーナーのひとつ。放送時間を考えて時間は計っているらしいが、ほとんど2人とも気にしていないのか1つの便りで延々と喋ることもしばしばある。
かなえてランプの妖精さん
Lump of Sugarの主要メンバーであり、妖精でもあるひろりんが、ユーザーからのお願い、相談などにのってくれるコーナー。Lump of Sugarのゲームの話題やお願い、恋の悩み、はたまた健康のことまで送ってくる内容は様々。
Lump of Legend（ランプ オブ レジェンド）
Lump of Sugarの数々の伝説を後世に語り継いでいくコーナー。スタッフの奇行やハプニングなどについて語るコーナー。
私、揺蕩（たゆ）ってます
『タユタマ -Kiss on my Deity-』が由来のコーナー。たゆたっている出来事、二つの物事に対して、どっちつかずの状態などの体験を紹介するコーナー。迷っている時にパーソナリティに決めてもらうコーナー。
あなたの街のUMA
自分の近くにいるUMA（タユタマでいう“たゆたい”という謎の生物を一般的にUMAというらしい）の発見例を報告するコーナー。ランプのUMAと言われるひろりんが自ら報告されたUMAがどのくらい謎の生物なのか判定するコーナー。星（通称ヌメ）3つが基準らしいがなぜか6段階などになっていたりとこの基準自体が曖昧。
あま〜い思い出、角砂糖体験談
Lump of Sugar（角砂糖）にちなんだ甘い体験談、人間的に甘かったことなど「甘い」事を募集するコーナー。
インフォメーション
Lump of Sugarの最新情報や新製品などを紹介するコーナー。
- 第39回（2009年3月13日）までの番組開始時にはメメの乙女塾or漢塾と称していつか、届く、あの空に。のヒロイン「未寅 愛々々」のキャラで非常に理不尽な行動や要求などを言って番組が始まっていた。第40回（2009年3月27日）以降は「ランプ的一般常識クイズ」がなかせやひろりんに対して出題されている。その正解はエンディング時に発表される。視聴者はその一般常識クイズ宛てに「ふつおた」扱いで投稿することも出来るが、「答を書いてはいけない」というルールがある。
- コーナー合間で流れるCMは、提供であるブロッコリーなどのCMの他、Lump of Sugarの企業CMや放送時期に対する最新作のCMも流れている。
- 番組の最後では、以前はメメの一人反省会などを称して放送を振り返っていたが。最近[いつ?]はメールを投稿したリスナーの中で、全放送（あるいは各コーナー）から1人〜2人を選んで「アメリのミニコットンバッグ」の当選者を発表している。

## エピソード
- Lump of Sugarは青森出身者が多いため、青森の施設「アスパム」がよく話題にあがり、この番組では聖地扱いになっている。実際に第21回（2008年7月11日）にはアスパムで『タユタマ -Kiss on my Deity-』発売記念イベントも行われた。
- 『PUSH!!』とこの番組のコラボレーション企画として2008年6月号〜8月号まで連続で出張版と題したスペシャル放送が収録されていた。
- 第32回（2008年12月5日）で読まれたあるリスナーの投稿をきっかけに、『全裸正座』という言葉が番組内でよく使われるようになった。このネタは他リスナーからだけでなく、『ひなとRirykaのキラキラスパイス』など当番組と関連の深い別番組でも投稿ネタとして使われている。
- ひろりん自身はLump of Sugarの主要メンバーであるので、内部の事に関しては非常に詳しく随時ゲームの製作の裏側や状況についてが話題にのぼる。彼の写真による顔出しはできず「ぬめ〜っとした人」と形容されているが、第46回（2009年6月19日）にて、あるリスナーの投稿により「ひろりんは東北楽天ゴールデンイーグルスの岩隈久志に似てないか?」という指摘があり、スタッフからなかせの携帯電話に送られてきた岩隈の画像と見比べて「口元が似ている」という結論になった。また、2009年8月28日に発売されたUMAのファーストアルバム『世間に謝れ（仮）』のジャケット中に萌木原と共に素顔の写真を公開している。
- なかせのランプ出演キャラの代表である「未寅 愛々々」は非常に人気が高く、今でもそのキャラで罵ったり活を入れるお願いをする便りが多数来る。他に「蘭ちゃん先生」でお願いするメールも送られている。
- 番組出演はしないがLump of Sugarのいじられ役スタッフとしてよく「㌧様」（トンさま）の名前が挙がっている。リスナーからのメールで、内容に「㌧様いじり」を入れるのが半ばお約束になっている。
  - その㌧様は「Lump of Sugar放送部Vol.3」でなかせ達と焼肉を食べに行く外ロケで番組出演を果たした。
- 第99回（2011年8月5日）には公開録音が行われた。

## ゲスト
| 放送回  | 配信日         | ゲスト                         |
| ------- | -------------- | ------------------------------ |
| 第2回   | 2007年9月27日  | 霜月はるか                     |
| 第3回   | 2007年10月11日 | 榊原ゆい                       |
| 第4回   | 2007年10月25日 | 萌木原ふみたけ                 |
| 第7回   | 2007年12月7日  | Kicco                          |
| 第44回  | 2009年5月22日  | 力丸乃りこ                     |
| 第65回  | 2010年3月26日  | 霜月はるか                     |
| 第68回  | 2010年5月14日  | 小倉結衣、水霧けいと           |
| 第69回  | 2010年5月28日  | 大下孝太、小倉結衣、水霧けいと |
| 第89回  | 2011年3月4日   | コータ（ひろりんの代役）       |
| 第90回  | 2011年4月1日   | コータ                         |
| 第97回  | 2011年7月8日   | コータ                         |
| 第100回 | 2011年8月19日  | 力丸乃りこ                     |
| 第111回 | 2012年1月27日  | 大下孝太、梱枝りこ             |

## 関連商品
Lump of Sugar放送部 ラジオCD VOL.1
コミックマーケット73（2007年12月28日）先行発売。一般発売は2008年2月8日。
第1回〜第6回分ノーカット版とCD特典のXX回（ゲストはアズラエル役の声優・水鏡）の7本がMP3形式で収録。また、番組オリジナルユニットUMAによるマキシシングルも付属。
PUSH!!出張版
『PUSH!!』2008年6月号から3号連続で特典CDに収録されている特別版。すべてゲスト出演あり。
特別版第1回ゲスト　最凶広報ジョイまっくす（ニトロプラス)
特別版第2回ゲスト　水霧けいと(ぱじゃまそふと　ティンクル☆くるせいだーす夕霧ナナカ役)
特別版第3回ゲスト　ロウ、ウナトミー（コットンソフト)
Lump of Sugar放送部 ラジオCD VOL.2
第7回〜第18回分ノーカット版とお正月特別版およびCD特典（ゲスト遠井実瑠（唯井ふたみ役の声優））を収録。
Lump of Sugar放送部 ラジオCD VOL.3
コミックマーケット（2009年8月14日）で先行発売。一般発売は2009年9月18日。
第19回〜第31回分ノーカット版とCD特典としてゲストに㌧様を招いた焼肉屋での外ロケの模様を収録。
Lump of Sugar放送部 ラジオCD VOL.4
コミックマーケット（2009年12月29日）で先行発売。一般発売は2010年1月22日。
第32回〜第44回分ノーカット版とCD特典として船釣りバトルの外ロケの模様を収録。
Lump of Sugar放送部 ラジオCD VOL.5
コミックマーケット（2010年12月29日）で先行発売。一般発売は2011年1月14日。
第45回〜第54回分ノーカット版とCD特典としてゲストにコータを招いたキノコバトルの外ロケの模様を収録。
Lump of Sugar放送部 ラジオCD VOL.6
コミックマーケット（2011年8月12日）で先行発売。
第55回〜第85回分ノーカット版とCD特典として高尾山での外ロケの模様を収録。

## 主題歌
- 『MASTER UP』

唄 - UMA / 作曲　不知火つばさ
CD「ランプオブシュガー放送部 ラジオCD Vol.1」に収録。メインボーカルはパーソナリティ2人だが、ランプスタッフが多数参加している模様。
- 『Lump of Sugeeeeer!!』（ランプオブすげー）

唄 - UMA /
CD「もう一日欲しかった／Lump of Sugeeeeer!!」に収録。
- 『ぱんプリ!』

唄 - UMA /
CD「世間に謝れ（仮）」に収録。
- 『永久の恋』

唄 - UMA /
CD「世間に謝れ（仮）」に収録。